# Rubén Bernal
Rubén Bernal (Alicante, 4 febbraio 1988) è un attore, ballerino e modello spagnolo, noto per aver interpretato il ruolo di Saúl Ortega / Rafael Hidalgo nella soap Il segreto (El secreto de Puente Viejo).

## Biografia
Rubén Bernal è nato il 4 febbraio 1988 ad Alicante (Spagna), e oltre alla recitazione si occupa anche di teatro.

## Carriera
Rubén Bernal si è laureato in arte drammatica. Nel 2011 ha seguito un corso di formazione con Javier F. Luna e Tonucha Vidal, mentre nel 2011 e nel 2012 ha seguito un corso di recitazione regolare presso l'Interactive Studio. Dal 2012 al 2015 si è formato in interpretazione teatrale presso Work in Progress Studio, mentre nel 2017 si è formato con Juan Codina. Nel 2018 e nel 2019 ha seguito lezioni di recitazione vocale con Luz Altamira, mentre nel 2019 ha seguito un corso professionale con Lorena Bayonas. Nel 2021 ha seguito un corso per professionisti con Lorena Bayonas, ha seguito un seminario con Manuel Morón e Ana Gracia presso l'Estudio Corazza ed ha seguito lezioni di recitazione impartite da Andrés Lima.
Nel 2011 ha recitato nel cortometraggio Yo nunca diretto da Luis Funes. Nel 2012 è apparso nel cortometraggio Lucía y uno del máster diretto da Óscar Arenas. Nello stesso anno ha recitato nelle web serie La fuga e in La Huida. Nel 2014 ha ricoperto il ruolo di Charlie nella serie Hipsteria. Nello stesso anno ha recitato nei cortometraggi Christopher diretto da Néstor Juez, in Trago largo diretto da Daniel Allué e in Estómago Rey diretto da Lola Martínez. Nel 2015 ha recitato nei cortometraggi Proyecto Alexandra diretto da David Hebrero e in Sue diretto da Enrique Ellerker. L'anno successivo, nel 2016, ha recitato nella serie Centro médico. Nello stesso anno ha recitato nei cortometraggi Aberraciones diretto da Frank Cazman e in Super 90 diretto da Enrique Ellerker.
Nel 2017 ha recitato nei cortometraggi Rocococ diretto da Por Paco Anaya e in El casamiento diretto da Víctor Quintero e Sergio Rey. Nello stesso anno è stato intervistato nel programma televisivo Dani & Flo. Dal 2017 al 2019 è stato scelto per interpretare il ruolo di Saúl Ortega / Rafael Hidalgo nella soap opera di Antena 3 Il segreto (El secreto de Puente Viejo) e dove ha recitato insieme ad attori come Maria Bouzas, Ramón Ibarra, Mario Zorrilla, Claudia Galán, José Milán, Trinidad Iglesias, Iván Montes e Paula Ballesteros. Nel 2020 ha preso parte al cortometraggio La cuarta cita diretto da Roberto Pérez Toledo. Nel 2022 ha preso parte al cast della serie Servir y proteger, in onda su La 1.

## Filmografia

### Televisione
- Hipsteria – serie TV (2014)
- Centro médico – serie TV (2016)
- Il segreto (El secreto de Puente Viejo) – soap opera (2017-2019)
- Servir y proteger – serie TV (2022)

### Cortometraggi
- Yo nunca, regia di Luis Funes (2011)
- Lucía y uno del máster, regia di Óscar Arenas (2012)
- Christopher, regia di Néstor Juez (2014)
- Trago largo, regia di Daniel Allué (2014)
- Estómago Rey, regia di Lola Martínez (2014)
- Proyecto Alexandra, regia di David Hebrero (2015)
- Sue, regia di Enrique Ellerker (2015)
- Aberraciones, regia di Frank Cazman (2016)
- Super 90, regia di Enrique Ellerker (2016)
- Rocococ, regia di Por Paco Anaya (2017)
- El casamiento, regia di Víctor Quintero e Sergio Rey (2017)
- La cuarta cita, regia di Roberto Pérez Toledo (2020)

## Web TV
- La fuga (2012)
- La Huida (2012)

## Teatro
- Pornostar, diretto da Darío Facal (2015)
- Instinto suicida, diretto da Silvia Agua, presso il microteatro (2016)
- Lógicas oníricas, diretto da Darío Facal e Jaime Chavarri (2016)

## Programmi televisivi
- Dani & Flo (2017)

## Doppiatori italiani
Nelle versioni in italiano dei suoi film e delle sue serie TV, Rubén Bernal è stato doppiato da:
- Federico Talocci[14] ne Il segreto[15]